# Gilles Bourdos

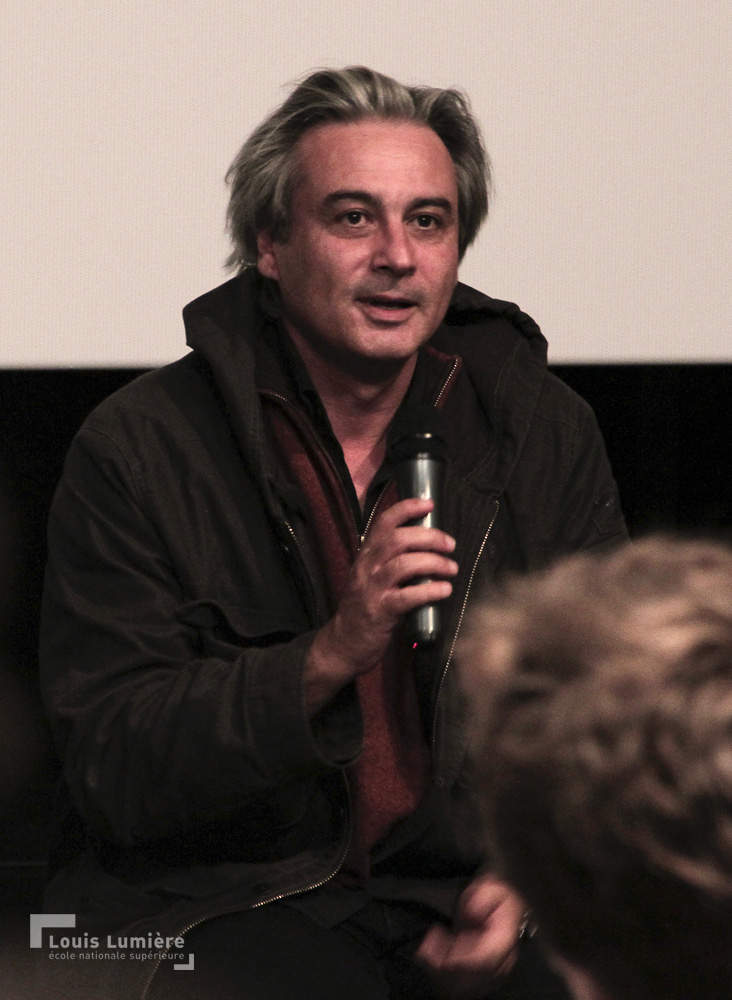
Gilles Bourdos (2011)

Gilles Bourdos (* 1963 in Nizza, Frankreich) ist ein französischer Filmregisseur, Drehbuchautor und Filmproduzent.

## Leben
Bourdos produzierte in den Jahren 1987 bis 2003 einige Kurzfilme, für die er auch die Drehbücher schrieb und bei denen er Regie führte. Bei den Filmfestspielen in Cannes des Jahres 1998 wurde sein erster Spielfilm Disparus mit der Soleil d’or ausgezeichnet, die Hauptrollen wurden von Michel Spinosa und Brigitte Catillon gespielt. Catillon spielte auch die Hauptrolle in Bourdos’ ersten Kurzfilmen.
Sein zweiter Spielfilm Inquiétudes aus dem Jahr 2003, mit Grégoire Colin und Julie Ordon in den Hauptrollen, basiert auf dem Roman A Sight for Sore Eyes von Ruth Rendell. 2003 erschien sein erster englischsprachiger Film Afterwards mit Evangeline Lilly, John Malkovich und Romain Duris und hatte den Roman Et après des Franzosen Guillaume Musso als Vorlage.
Sein Film Renoir aus dem Jahr 2012 schildert das Verhältnis des Malermodells Catherine Hessling zum Impressionisten Pierre-Auguste Renoir und zu dessen Sohn, ihrem späteren Ehemann, dem Filmregisseur Jean Renoir. Der Film nahm 2012 am Wettbewerb Un Certain Regard der Filmfestspiele in Cannes teil.

## Weitere Filme
- 1989: La Jeune Fille et la Mort, Drehbuch.
- 1995: Emmène-moi, mit Michel Spinosa: Drehbuch.
- 1995: Mirek n'est pas parti, Produzent.
- 1998: Un Frère, Produzent.
- 2008: Afterwards (Ein Engel im Winter), Regisseur und Drehbuch.
- 2012: Renoir, Regisseur.